# Cupra Marittima (stacja kolejowa)
Cupra Marittima (wł. Stazione di Cupra Marittima) – stacja kolejowa w Cupra Marittima, w prowincji Ascoli Piceno, w regionie Marche, we Włoszech. Znajduje się na linii Adriatica (Ankona – Lecce). 
Według klasyfikacji RFI ma kategorię brązową.

## Linie kolejowe
- Linia Ankona – Bari